# Bertold Kalabrijský
Svatý Bertold, známý také jako Bertold Kalabrijský, se narodil ve městě Limoges v jihozápadní Francii. Po vysvěcení na kněze se přidal ke křížové výpravě do Svaté země a byl v Antiochii během obléhání Saraceny. Tam se mu údajně zjevil Ježíš. Přibližně roku 1155 přišel na horu Karmel, kde postavil malou kapli, a kde žil společně s malou komunitou podle odkazu proroka Elijáše, který zde podle tradice žil. Této komunitě se přikládá založení řádu karmelitánů. Bertold zemřel přibližně v roce 1195.
Jeho katolický svátek připadá na 29. března.